# Abu-Àhmad Abd-Al·lah al-Mustàssim bi-L·lah
Abu-Àhmad Abd-Al·lah al-Mustàssim bi-L·lah —àrab: أبو أحمد عبد الله المستعصم بالله, Abū Aḥmad ʿAbd Allāh al-Mustaʿṣim bi-Llāh—, més conegut per la primera part del seu làqab com a al-Mustàssim (1213-1258) fou el darrer abbàssida de Bagdad (1243-1258). Tingué com a visir Muàyyad-ad-Din Muhàmmad ibn al-Alkamí.
Era fill d'al-Mustànsir, a qui va succeir en morir el 12 de desembre de 1242. El 1256 el kan Hulagu va demanar als sobirans musulmans de combatre els ismaïlites d'Alamut, però el califa no va escoltar el kan. La primavera del 1257 una ambaixada mongola va arribar a Bagdad i va exigir que el califa fes arrasar les defenses de la ciutat i anés personalment a veure el kan Hulagu per continuar les negociacions, o bé enviés almenys algun representant. El califa va refusar aquestes peticions i Hulagu va amenaçar de declarar-li la guerra. Un missatge del califa va voler ser intimidatori però Hulagu va respondre marxant amb les seves forces cap a Bagdad. Llavors una ambaixada califal li va sortir el pas i va oferir un tribut anual, però el kan no es va deixar convèncer i el gener del 1258 els mongols es presentaren davant Bagdad, que fou assetjada. Els intents de negociar van fracassar. El califa es va rendir el 10 de febrer i la ciutat fou ocupada i saquejada.
El 20 de febrer de 1258, per ordre d'Hulagu, el califa fou executat amb la major part dels seus parents.
Amb l'avanç cap a Síria i Palestina, els cristians del Principat d'Antioquia s'aliaren amb els mongols en contra de l'islam. Després de la conquesta mongola de Síria, en la qual van caure Damasc, Alep, Hama i Homs, els aiúbides, que ja havien perdut el soldanat del Caire a mans dels mamelucs quedaren definitivament esborrats dels seus dominis. Bàybars I, soldà mameluc, que havia usurpat el poder, va acollir al-Mustànsir, germà d'al-Mustàssim, i va obtenir així la definitiva legitimitat del seu règim.